# Martín Baeza Rubio
Martín Baeza Rubio (Almansa, Albacete, 21 de mayo de 1972) es un trompetista y director de orquesta español, que ha recibido diversos premios y distinciones como intérprete y director así como reconocimientos a su labor cultural y educativa en España y en el extranjero.

## Carrera musical durante elsigloXX
Martín Baeza comienza sus estudios en su ciudad natal, Almansa, a la edad de 7 años con los profesores Antonio Megías y Joaquín Mínguez. Becado por la Junta de Comunidades de Castilla-La Mancha en julio de 1990, para ampliar estudios en la Universidad de Tampa (Florida, Estados Unidos), posteriormente por la Comunidad de Madrid y por el Ministerio de Educación y Cultura.
Desde 1993 pertenece con el número uno de oposición al Cuerpo de Profesores de Música y Artes Escénicas del Ministerio de Educación y Cultura, actualmente en excedencia.
En junio de 1995 finaliza sus estudios en el Real Conservatorio Superior de Música de Madrid con las máximas calificaciones bajo la Cátedra de José Mª Ortí Soriano, quien constantemente demostró un especial interés en su formación humana, trompetística y musical, obteniendo en septiembre de 1995 por oposición el Primer Premio de Honor Extraordinario Fin de Carrera, siendo este Premio otorgado en la especialidad de Trompeta en muy pocas ocasiones en la historia de dicho Conservatorio.
Ha pertenecido, siempre como primer trompeta, a la Joven Orquesta de Vitoria (verano 1992), Orquesta Sinfónica de Estudiantes de la Comunidad de Madrid (abril de 1991 hasta abril de 1994), Joven Orquesta Nacional de España (J.O.N.D.E.) (septiembre de 1991 hasta mayo de 1996), Orchestral Academy de la Foundation Shleswig-Holstein Music Festival (orquesta formada por jóvenes de todo el mundo y creada por Leonard Bernstein) (verano 1996), Gustav Mahler Jugendorchester, (seleccionado en Viena en noviembre de 1996 entre jóvenes de toda Europa, siendo su director titular Claudio Abbado, hasta septiembre de 1999), Tanglewood Symphony Orchestra, (formada por músicos de todo el mundo, siendo su titular Seiji Ozawa, verano de 1999).
Ha grabado para cine (aparece además físicamente en 3 películas), radio y televisión en 19 países, participando en la grabación de más de 120 CD y DVD con distintas agrupaciones de cámara y orquestas sinfónicas nacionales y extranjeras, siendo 13 de ellos como solista y 9 como director.
Interpreta asiduamente con los más importantes solistas y grupos de cámara y desarrolla una gran labor de difusión de la música barroca con el Trompetengalaensemble (formado por 10 trompetistas, prestigiosos solistas a nivel internacional que realiza conciertos en todo el mundo con trompetas actuales y trompetas naturales). 
Desde 1996 realiza una intensa actividad como solista dedicando una especial atención a los Conciertos de Trompeta y Órgano, destacando en varias ocasiones los Recitales en la Capilla Real del Palacio Real de Madrid; y a los conciertos acompañado con orquesta.

## Carrera musical durante elsigloXXI
Su carrera como trompetista le ha llevado desde su juventud a una extraordinaria e intensísima actividad internacional, realizando conciertos en las salas y festivales más importantes de España, Alemania, Italia, Bélgica, Luxemburgo, Bulgaria, Hungría, Dinamarca, Suiza, Irlanda, Rumania, Austria, República Checa, Mónaco, Eslovaquia, Noruega, Portugal, Israel, Suecia, Inglaterra, San Marino, Escocia, Grecia, Finlandia, los Territorios Palestinos, Francia, los Países Bajos, Polonia, Ciudad del Vaticano, Venezuela, Japón, Cuba, China, Turquía, Rusia, República Dominicana y en 11 estados de los Estados Unidos. 
Su preocupación por una formación humanística le llevó a realizar los estudios del Doctorado en Ciencias e Historia de la Música en la Universidad Autónoma de Madrid, obteniendo el D.E.A. en junio de 2003 bajo la tutoría del profesor José Peris Lacasa. En noviembre de 2003 consiguió por unanimidad el Primer Premio de la Tercera Edición del Concurso Internacional de Investigación Musical organizado por la Universidad del País Vasco y el Orfeón Donostiarra por un relevante trabajo de investigación sobre el Maestro Enrique Fernández Arbós. 
Ha interpretado con los más prestigiosos directores como Abbado, Maazel, Rattle, Mehta, Haitink, Boulez, Runnicles, Thielemann, Barenhoim, Harding, Osawa, Nagano, Masur, Harnoncourt, Wand, Jansons, Prêtre, Norrington, Sanderling, Zinman, Fischer, Marriner, Menuhin, Salonen, Chailly, Welser-Möst, Rostropovich, Temirkanov, Gergiev, etc. y con solistas como Frank Peter Zimmermann, Christian Zacharias, Reinhold Friedrich, Hilary Hahn, Krystian Zimerman, Wynton Marsalis, Martha Argerich, Murray Perahia, Emanuel Ax, Mauricio Pollini, Christine Schäfer, Stella Doufexis, Thomas Quasthoff, Natalia Gutman, Bryn Terfel, Gil Shaham, Cecilia Bartoli, Yuri Baschmet, Yo-Yo Ma, Luciano Pavaroti, Monserrat Caballé, Mirella Freni, Plácido Domingo, Ana Nebtrenko, Rolando Villazón, etc. 
Ha interpretado desde enero de 1998 hasta noviembre de 2002 como Trompeta Solista de la Mahler Chamber Orchestra, orquesta formada por Claudio Abbado y siendo su actual Director Titular Daniel Harding. 
Perteneció a la Fundación de la Orquesta Filarmónica de Berlín desde abril de 1999 hasta julio de 2002, donde trabajó con Martin Kretzer, orquesta con la cual sigue colaborando habitualmente, habiendo realizado con la misma más de 240 conciertos. 
Desde junio de 2002 desempeña el puesto de Primer Trompeta Solista de la Orquesta Sinfónica de la Ópera Alemana de Berlín, firmando en abril de 2003 contrato indefinido con el Senado. 
Ha sido Trompeta Solista de la Orquesta Filarmónica y más tarde Sinfónica Toscanini desde octubre de 2003 hasta noviembre de 2007, creadas por Lorin Maazel entre músicos de todo el mundo. 
Pertenece a la Lucerne Festival Orchestra desde su creación en agosto de 2003, formada por músicos de todo el mundo seleccionados por Claudio Abbado, quien ha marcado un antes y un después en la carrera internacional de este almanseño. 
Como Profesor de Trompeta es muy solicitado y ha impartido cursos, conferencias y Master-Class en toda Europa, Asia y América, habiendo conseguido muchos de sus alumnos puestos muy importantes por oposición. Muchos compositores han compuesto y dedicado obras para él habiendo estrenado hasta la fecha 16 de esas obras, la última del famoso compositor hispano-argentino afincado en París Gustavo Beytelmann en el ciclo de música de cámara Sonidos del Mundo de la Ópera Alemana de Berlín. 
Partiendo de toda esta extraordinaria experiencia, realiza estudios en Dirección de Orquesta con el prestigioso Profesor y Director Jorma Panula, considerado por todos los especialistas como uno de los mejores pedagogos del mundo. En 2003 dirigió en Boston a la Longwood Symphony Orchestra. Ha dirigido y preparado la Filarmónica y la Sinfónica Toscanini en varias ocasiones en 2005 y 2006. En mayo de 2006 dirigió la Orquesta Sinfónica de la Ópera de Alemania en Berlín en la preparación de la cantata sinfónica Dulcinea. 
En octubre de 2007 preparó y dirigió ensayos de escena de la nueva producción operística Tierra Baja de D´Albert en su propia ópera.
En junio de 2008 dirigió a los Solistas de Aragón en el Auditorio de la Expo de Zaragoza. En octubre de 2008 dirigió la Orquesta Filarmónica Madrid/Berlín y en diciembre de 2008 dirigió a la Orquesta Sinfónica de la Región de Murcia en la conmemoración del 200 Aniversario del estreno en Viena de la quinta y sexta sinfonías de Beethoven y del concierto de piano número cuatro del mismo compositor, con este mismo programa. Los compromisos como director de orquesta que ha ido adquiriendo para estas próximas temporadas, son cada vez más en número y en importancia.
Hasta 2013 ha sido Primer Solista de Trompeta de la “Deutsche Oper Berlin” y ha pertenecido a la “Lucerne Festival Orchestra” y dejó dichas orquestas para dedicarse por completo a su carrera como director de orquesta. Actualmente tiene asumidos compromisos como director tanto de ópera como sinfónicos con diversas orquestas de Europa, Asia y Sudamérica en los próximos años, además de la dirección de los conciertos de temporada de la Berlin Opera Chamber Orchestra y del Kammerensemble Modern de la Deutsche Oper Berlin.
Es a su vez iniciador así como director del Festival Internacional de Música de Almansa desde 2009.

## Ensamble Moderno y Clásico de la Ópera Alemana de Berlín
Su inquietud por la música actual, le hizo crear en noviembre de 2004, el Ensamble Moderno de la Ópera Alemana de Berlín, del que es Director Titular por elección de sus músicos. Desde enero de 2006 dirige a su vez el Ensamble Clásico de la Ópera Alemana de Berlín. Como Director de ambos ensambles desarrolla una gran actividad concertística, habiendo estrenado más de 60 composiciones (de las cuales más de la mitad son de compositores españoles, realizando así una gran labor de difusión de la música española). Con los dos ensambles ha grabado hasta el momento 7 CD y un DVD, habiendo hecho giras de conciertos en España, México, Italia, China, los Estados Unidos, el Reino Unido y Japón. 
En abril de 2008 hizo su debut como Director en Viena con dos conciertos del Ensamble Moderno de la Ópera Alemana de Berlín en el famoso Musikverein, Auditorio desde el cual se interpreta el Concierto de Año Nuevo. 